# Rodney Baxter
Rodney James Baxter (Londra, 8 febbraio 1940 – Canberra, 20 luglio 2025) è stato un fisico australiano specializzato in meccanica statistica.
È noto in particolare per i suoi lavori sui modelli esattamente risolubili, in particolare modelli a vertici come il modello a sei o a otto vertici, e il modello chirale di Potts o il modello hard exagon. Un elemento ricorrente nella soluzione di tali modelli, l'equazione di Yang-Baxter, nota anche come "relazione stella-triangolo", prende il nome da lui.

## Biografia
Baxter studiò alla Bancroft's School e al Trinity College di Cambridge, prima di trasferirsi all'Australian National University di Canberra per svolgere il suo dottorato di ricerca. Fu tra i primi dottori di ricerca in fisica teorica dell'ANU, ottenendo il titolo nel 1964 e lavorando poi per la Iraq Petroleum Company a Londra dal 1964 e al 1965. Lavorò come assistente professore presso il Massachusetts Institute of Technology dal 1968 fino al 1970, quando tornò in Australia presso l'ANU, diventando nel tempo capo del Dipartimento di Fisica Teorica presso l'Institute of Advanced Study, fino al suo pensionamento, nel 2002.

## Ricerche
Baxter divenne famoso nel 1971 quando usò la relazione stella-triangolo per calcolare l'energia libera del modello a otto vertici, e poi risolse in modo simile il modello hard exagon nel 1980 e il modello chirale di Potts nel 1988. Sviluppò il metodo della matrice di trasferimento per il calcolo dei parametri d'ordine dei modelli a otto vertici.
Il suo uso dell'equazione di Yang-Baxter portò alla formulazione e allo studio delle rappresentazioni del gruppo quantico da parte di Vladimir Drinfeld negli anni '80 e alle generalizzazioni quantistiche di algebre affini.
Il suo libro, Exactly solved models in statistical mechanics, divenne un classico del settore, con migliaia di citazioni.

## Pubblicazioni
- Rodney J. Baxter, Exactly solved models in statistical mechanics (PDF), 1982, ISBN 978-0-12-083180-7, MR 690578, Zbl 0538.60093.

## Premi e riconoscimenti
- Medaglia Pawsey, Accademia australiana delle scienze, 1975
- Membro dell'Accademia australiana delle scienze, 1977[9]
- Medaglia Boltzmann, IUPAP, 1980
- Membro della Royal Society di Londra, 1982[10]
- Medaglia Thomas Ranken Lyle, Accademia australiana delle scienze, 1983
- Premio Dannie Heineman per la fisica matematica, American Physical Society, 1987
- Medaglia e premio Harrie Massey, Istituto australiano di fisica / Istituto di fisica (Regno Unito), 1994
- Premio Lars Onsager, American Physical Society, 2006[2]
- Medaglia Royal, 2013[11]
- Premio Henri Poincaré, 2021[12]